# الیسن وی-۱۷۱۰
الیسن وی-۱۷۱۰ (به انگلیسی: Allison V-1710) یک موتور هواگرد ساختِ کارخانهٔ الیسن انجین در کشور ایالات متحده آمریکا است.